# گوستاو ایسینگ
 گوستاو ایسینگ (انگلیسی: Gustav Ising؛ زاده ۱۹ فوریه ۱۸۸۳ درگذشته ۵ فوریه ۱۹۶۰) یک فیزیک‌دان اهل سوئد بود.